# Shivajinagar
Shivajinagar is een nagar panchayat (plaats) in het district Chandrapur van de Indiase staat Maharashtra. 

## Demografie
Volgens de Indiase volkstelling van 2001 wonen er 14.793 mensen in Shivajinagar, waarvan 53% mannelijk en 47% vrouwelijk is. De plaats heeft een alfabetiseringsgraad van 68%. 